# 観月橋
観月橋（かんげつきょう）とは、京都府京都市伏見区の宇治川（淀川）に架かる国道24号の橋。ここでは、観月橋に隣接して宇治川上流側に架けられた新観月橋（しんかんげつきょう）についても述べる。

## 概要
豊臣秀吉が現在の指月山月橋院付近で催したと言われる月見の宴が名称の由来である。観月橋の命名は明治初期であり、近世における名称は豊後橋（ぶんごばし）と言い、橋の北側の町名も「豊後橋町」である。近世における名称としてはそのほか『山州名跡志』によれば「桂橋」、『山城名勝志』では「指月橋」などがある。また近代では『紀伊郡誌』には「両郡橋」とあり、その名称は紀伊郡と久世郡を結んだことに由来するとされる。
宇治川を渡る国道24号の橋であり、1936年（昭和11年）に架橋された現在の観月橋は約179メートルの鋼製ゲルバー桁橋である。観月橋の北岸には、京阪宇治線の踏切があり、その踏切を含む形で観月橋北詰交差点が設置されており、京都外環状線（京都府道7号京都宇治線・京都市道188号観月橋横大路線）と交差する。後述の新観月橋（新観月高架橋）とは異なり歩道が設置されている。
観月橋の北で京都外環状線と京阪宇治線と平面交差しているため、朝夕の通勤時間帯において慢性的な渋滞のポイントとなっていたことから、1975年（昭和50年）に隣接して上流側に新観月橋（新観月高架橋）が架橋された。新観月橋は、宇治川と合わせ右岸の京都外環状線や京阪宇治線および左岸の京都府道241号向島宇治線をオーバーパスしている。観月橋の下流には近鉄京都線の澱川橋梁が渡河している。

### 観月橋の諸元
- 形式 - 鋼ゲルバー桁橋
- 延長 - 178.950 m
  - 径間割 - 7×25.500 m
- 幅員
  - 総幅員 - 12.400 m
  - 有効幅員 - 12.000 m
  - 車道 - 7.000 m
  - 歩道 - 両側2.500 m（後年歩道橋添加）
- 床版 - 鉄筋コンクリート
- 施工 - 日本橋梁
- 完成 - 1936年（昭和11年）6月1日

### 新観月橋の諸元
- 形式 - 鋼2径間連続箱桁橋（跨線橋部） + 鋼3径間連続箱桁橋（渡河部） + 鋼単純合成鈑桁橋
- 延長 - 536.9 m
  - 箱桁部径間割 - ( 2×48 m ) + ( 51.4 m + 76.6 m + 51.4 m )
- 幅員
  - 総幅員 - 12.0 m
  - 有効幅員 - 11.0 m
- 床版 - 鉄筋コンクリート
- 施工 - 川崎重工業・日本橋梁（渡河部）
- 完成 - 1975年（昭和50年）3月

## 沿革

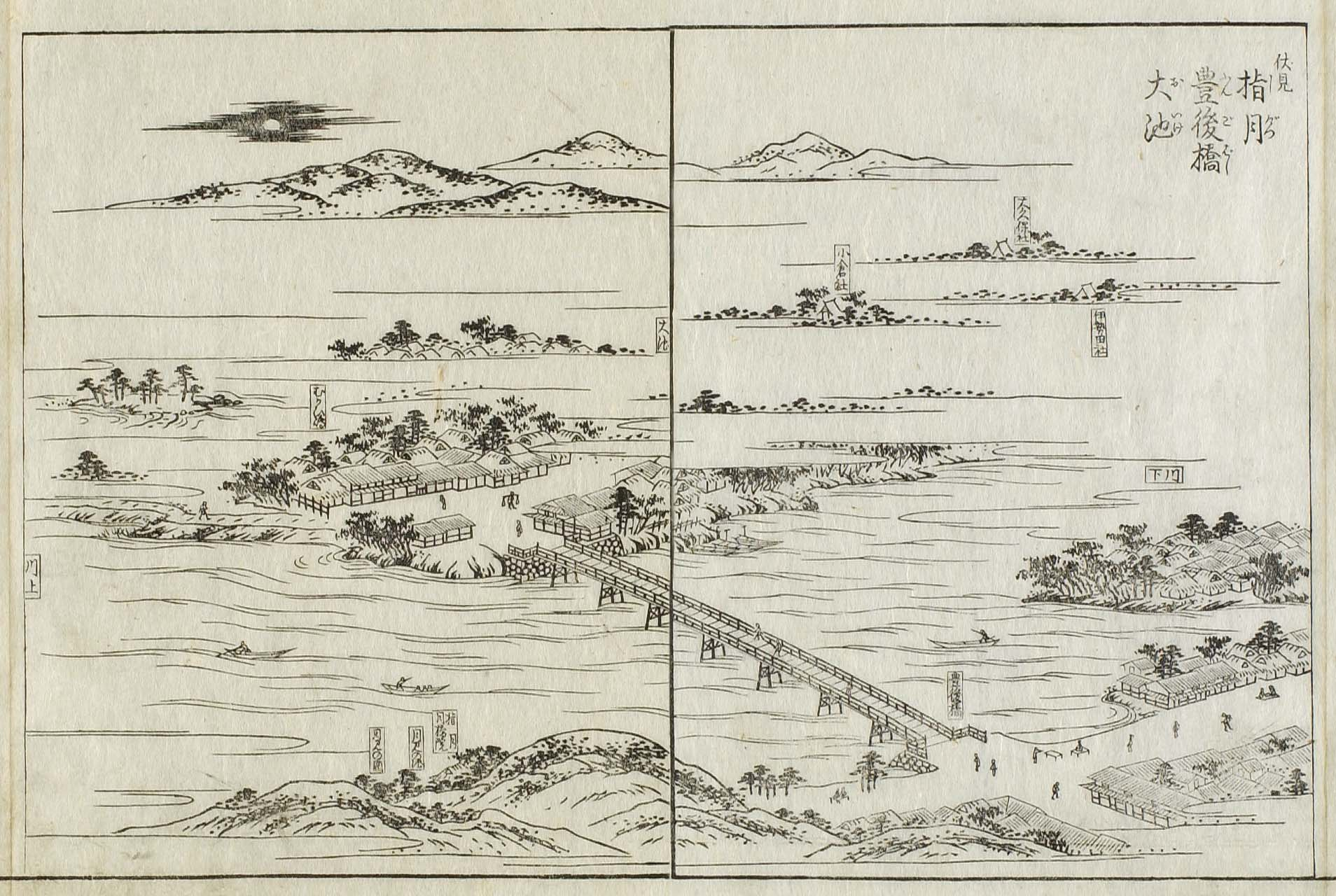
江戸時代の豊後橋（『都名所図会』1780年）

- 鎌倉時代末期から、桂橋（両郡橋又は指月橋）と称し存在するが、京と奈良をつなぐ奈良街道は六地蔵から宇治橋を経由していた。
- 桃山時代 - 豊臣秀吉が巨椋池の中に小倉堤を築き奈良街道の新道（大和街道）を開いた際に、豊後大友氏に命じ、宇治橋を伏見城下の大友豊後守屋敷前と対岸の向島の新道との間の現在地に移したため、以後は豊後橋と呼ばれた。
- 江戸時代を通して18回の架け替えや修復の工事が行われ、鳥羽・伏見の戦いで豊後橋が焼け落ち、その後、渡し船が就航。
- 1873年（明治6年） - 再建に伴い、観月橋と命名[1]
- 1936年（昭和11年）6月1日 - 現在の観月橋が開通[5][8]
- 1968年度（昭和43年度） - 新観月橋着工[3]
- 1975年（昭和50年）3月11日 - 新観月橋（新観月高架橋）が開通[5][9]
- 1979年（昭和54年）3月 - 観月橋の補修・上流側歩道橋拡幅[5]

## 橋の周辺
- 京阪宇治線観月橋駅
- 京都市立向島小学校
- 京都市立桃陵中学校